# Arbeitsgericht Eberswalde

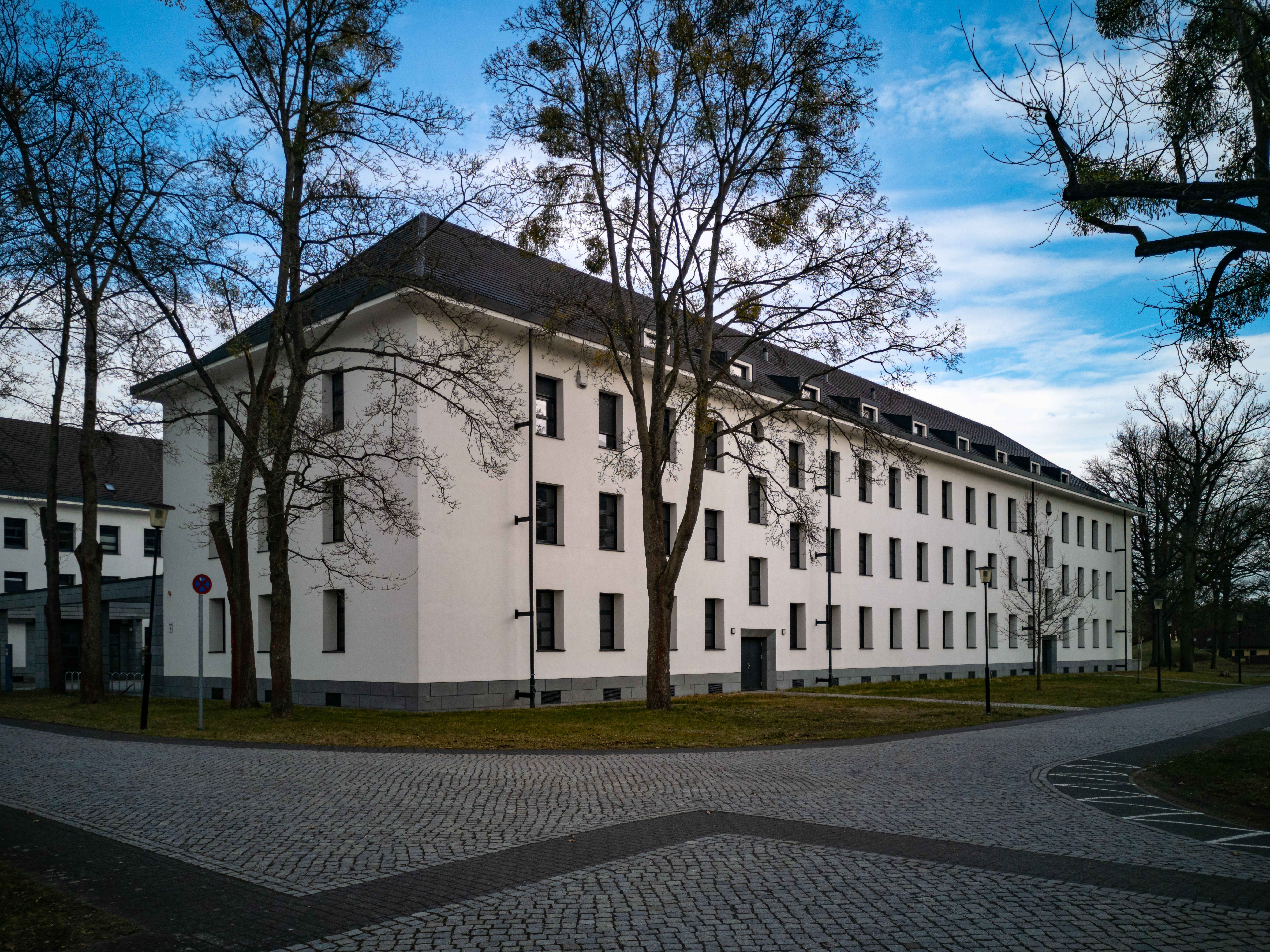
Gebäude des ehemaligen Arbeitsgerichts Eberswalde

Das Arbeitsgericht Eberswalde, ein Gericht der Arbeitsgerichtsbarkeit, war eines der brandenburgischen Arbeitsgerichte.

## Gerichtssitz und -bezirk
Das Gericht hatte seinen Sitz in Eberswalde in der Tramper Chaussee 4. Hier tagen seit 2023 die auswärtigen Kammern des Arbeitsgerichts Frankfurt (Oder).
Es war für Rechtsstreitigkeiten aus dem Landkreis Barnim und dem Landkreis Uckermark zuständig. Mit der Aufhebung des Gerichts wurde der gesamte Gerichtsbezirk dem Bezirk des Arbeitsgerichts Frankfurt (Oder) zugeordnet. Für diesen Teil des Gerichtsbezirks nehmen allerdings die auswärtigen Kammern in Eberswalde die Geschäfte wahr.

## Übergeordnete Gerichte
Dem Arbeitsgericht Eberswalde waren das Landesarbeitsgericht Berlin-Brandenburg und im weiteren Rechtszug das Bundesarbeitsgericht übergeordnet. Bis zum 31. Dezember 2006 war das Landesarbeitsgericht Brandenburg mit Sitz in Potsdam das zuständige Landesarbeitsgericht.

## Geschichte
Gemäß Arbeitsgerichtsgesetz vom 23. Dezember 1926 wurden in Deutschland Arbeitsgerichte gebildet. Diese waren nur in der ersten Instanz organisatorisch selbstständige Gerichte, die Landesarbeitsgerichte waren den Landgerichten zugeordnet. Am Landgericht Berlin I entstand so 1927 das Landesarbeitsgericht Berlin als eines von zwei Landesarbeitsgerichten im Bezirk des Kammergerichtes. In Eberswalde entstand das Arbeitsgericht Eberswalde. Sein Sprengel umfasste den Bezirke der Amtsgerichte Bad Freienwalde, Eberswalde, Oderberg und Wriezen. Es bestand jeweils eine Kammer für Arbeiter, für Angestellte und für Handwerk.
Nach der Besetzung Deutschlands durch die Alliierten wurden 1945 zunächst alle Gerichte geschlossen. Die ordentlichen Gerichte wurden schon bald wieder eröffnet, während die Arbeitsgerichte zunächst außer in Hamburg nicht wieder eingerichtet wurden, so dass arbeitsgerichtliche Streitigkeiten von den ordentlichen Gerichten erledigt werden mussten. Gemäß Kontrollratsgesetz 21 sollten in Deutschland Arbeitsgerichte aufgebaut werden. Für das Land Brandenburg entstand 1946 das Landesarbeitsgericht Potsdam, in Eberswalde wurde das Arbeitsgericht neu gebildet. In der DDR bestanden 1952 bis 1963 Arbeitsgerichte auf Kreis- und Bezirksebene. Nachdem diese 1963 in die Kreis- und Bezirksgerichte integriert worden waren, gab es keine gesonderten Arbeitsgerichte mehr.
Nach der Wende wurden mit dem Gesetz zur Errichtung der Arbeitsgerichtsbarkeit im Land Brandenburg vom 21. Juni 1991 wieder Arbeitsgerichte geschaffen. Das Landesarbeitsgericht Brandenburg hatte seinen Sitz wieder in Potsdam, in Eberswalde entstand das heutige Arbeitsgericht neu.
Zum 31. Dezember 2022 wurde das Gericht zusammen mit dem Arbeitsgericht Potsdam aufgehoben.